# Parabioză
Parabioză face referire la o tehnică de laborator utilizată în cercetarea fiziologică, care presupune unirea chirurgicală a două organisme vii astfel încât acestea să dezvolte un sistem fiziologic unic și comun. Prin această abordare, cercetătorii pot studia schimbul de sânge, hormoni și alte substanțe între cele două organisme, permițând examinarea unor fenomene și interacțiuni fiziologice. Parabioza a fost utilizată în diverse domenii de studiu, inclusiv în cercetarea celulelor stem, endocrinologie, studiile privind îmbătrânirea și imunologie.